# Eliana (álbum de 2000)
Eliana  é o oitavo álbum de estúdio da apresentadora e cantora Eliana, lançado em 2000 pelas gravadoras BMG e RCA (atual Sony Music Brasil).
Na época de seu lançamento Eliana apresentava o programa infantil Eliana & Alegria na Record, que destacava-se pela abordagem educativa e divertida. O álbum anterior,  Primavera foi indicado ao Grammy Latino na categoria Álbum Infantil Latino do Ano. 
O novo álbum, produzido por Guto Graça Mello e com colaborações de Evandro Mesquita e Ivan Lins, inclui canções variadas, como "A Força do Mestre", relacionada ao sucesso do desenho Pokémon. 
Comercialmente, o álbum foi um sucesso, sendo certificado como disco de ouro pela Associação Brasileira dos Produtores de Discos (ABPD), por vendas de mais de 100 mil cópias no Brasil.

## Antecedentes e contexto
Em 1999, Eliana, apresentadora e cantora brasileira, tinha êxito com seu programa infantil Eliana & Alegria na Record, elogiado por sua proposta educativa. Paralelamente, expandia sua carreira musical, seu álbum anterior, intitulado Primavera, foi indicado ao  Grammy Latino na categoria Álbum Infantil Latino do Ano, solidificando sua carreira fonográfica.
Nesse contexto, Eliana buscava diversificar sua imagem, desenvolvendo um programa para o público adulto e preparando-se para protagonizar seu primeiro filme,  Eliana em Somos Amigos, dirigido por Tizuka Yamasaki.

## Produção e gravação
De acordo com o jornal Folha do Sul, antes de qualquer música ter sido gravada para o álbum, a foto e a capa já tinham sido feitas, o fotógrafo escolhido foi Chico Audi.
Em 20 de julho de 2000, o jornalista Fernando Miragaya informou que a Rede Record estava exibindo vários programas Eliana e Alegria gravados antecipadamente, para que assim a apresentadora pudesse ir ao Rio de Janeiro gravar o que viria a ser seu oitavo disco da carreira que deveria ser lançado em setembro.
As gravações ocorreram no Blue Studios. O disco foi produzido por Guto Graça Mello e contou com a colaboração de compositores renomados como Evandro Mesquita e Ivan Lins. Sobre essa contribuição, a cantora revelou em entrevista: "O Ivan [Lins] fez uma canção sobre o amor e o Evandro [Mesquita] sobre drogas. É um luxo contar com esses compositores".
O projeto também reflete a interação entre suas carreiras de cantora e apresentadora, com duas músicas dedicadas ao desenho Pokémon, que era exibido no Eliana e Alegria, e uma faixa especial sobre o personagem Pikachu.

## Lançamento e divulgação
O lançamento do disco coincidiu com a estreia da terceira temporada de Pokémon no programa Eliana & Alegria, que continuava a ser um dos principais atrativos do show.

### Single
"A Força do Mestre" foi lançada como primeiro e único single nas rádios brasileiras em 2000. A canção capitaliza o enorme sucesso do desenho Pokémon no Brasil, que estreou no programa Eliana & Alegria em 10 de maio de 1999 e contribuiu significativamente para o aumento da popularidade do programa.
Em resposta a essa tendência, Eliana lançou duas músicas sobre Pokémon no álbum de 2000, destacando-se "A Força do Mestre". O single, acompanhado por um videoclipe gravado em uma estação de metrô de São Paulo, explorou a experiência de ser um "mestre Pokémon".
A cantora chegou a se apresentar em programas de TV cantando a música, incluindo o Sabadão, do SBT, apresentado por Gugu Liberato.

## Desempenho comercial
Comercialmente, tornou-se um sucesso. A Associação Brasileira dos Produtores de Discos (ABPD) o certificou como disco de ouro após auditar vendas de 100 mil cópias levadas as lojas.

## Lista de faixas
- Créditos adaptados do CD Eliana, de 2000.[13]

| N.º            | Título                               | Duração |  |
| 1.             | "A Força do Mestre"                  | 3:35    |  |
| 2.             | "Meu Primeiro Amor"                  | 3:45    |  |
| 3.             | "A Dança das Formigas"               | 3:09    |  |
| 4.             | "A Força do Raio"                    | 3:43    |  |
| 5.             | "Diga Sim à Paz"                     | 3:19    |  |
| 6.             | "Como é Bom Comer (Melô do comilão)" | 2:58    |  |
| 7.             | "Sabão"                              | 2:43    |  |
| 8.             | "Cor de Amora"                       | 3:03    |  |
| 9.             | "Pra Ser Feliz"                      | 3:17    |  |
| 10.            | "Tá Com Você"                        | 2:29    |  |
| 11.            | "Na Hora da Alegria"                 | 3:06    |  |
| 12.            | "Brincar Com Chiquinho"              | 3:10    |  |
| 13.            | "Filhos de Deus"                     | 3:54    |  |
| 14.            | "Carinhas de Estimação"              | 2:49    |  |
| Duração total: | Duração total:                       | 45:00   |  |

## Certificações e vendas
| Região                                              | Certificação | Vendas   |
| --------------------------------------------------- | ------------ | -------- |
| Brasil (Pro-Música Brasil)                          | Ouro         | 100,000* |
| *números de vendas baseados somente na certificação |              |          |